# 11317 Хітосі
11317 Хітосі (11317 Hitoshi) — астероїд головного поясу, відкритий 10 жовтня 1994 року.
Тіссеранів параметр щодо Юпітера — 3,177.